# بائعة الورد (مسلسل)
خاطفة القلب أو بالتركية (Gonulcelen) عرض في تركيا عام 2010 على قناة أي تي في وعرض مدبلج للغة العربية (اللهجة السورية) على قناة إم بي سي 4 باسم بائعة الورد، هو مسلسل تركي من بطولة توبا بويكستون مع عدد من نجوم الدراما التركية، قصة المسلسل مقتبسة عن الرواية والمسرحية الشهيرة «سيدتي الجميلة» (My Fair Lady) للكاتب الكبير جورج برنارد شو.

## قصة المسلسل
تدور احداث المسلسل حول لميس (حسرة) الفتاة الفقيرة التي تعيش في افقر حارات إسطنبول وهي فتاة جميلة ولكنها سليطة اللسان وتفتقد إلى اللباقة والذوق وتكسب قوت يومها من بيع الورد في حارات الاغنياء، ويدخل إلى حياتها الغني (مراد) استاذ الموسيقى الذي يبحث عن موهبة جديد من اجل حفلته، ويسمع صوت لميس(حسىرة) فيعجب به ولكنه يرى ان موهبتها تحتاج إلى تنمية والمزيد من التعليم ويراهن صديقه رأفت على انه يستطيع تعليمها وتحويلها إلى مغنية مشهورة، فيعرض عليها ان يعلمها الموسيقى وان تقيم في بيته ورفضت لميس في البداية ولكنها وافقت بعد ذلك عندما عرضت عليه ان يوكل محامي لوالدها لكي يخرج من السجن، ووافق مراد على عرضها، وتذهب لميس الي بيت مراد لكي تتعلم اصول الموسيقى، وتبدأ رحلة مراد الشاقة ليست في تعليم لميس الموسيقى ولكن أيضا لتحويل تلك الفتاة الغجرية سليطة اللسان إلى آنسة راقية، وينجح مراد في رهانه وتصبح لميس مغنية مشهورة وتنال مرتبة عالية في الشهرة والفن ولكن مراد اكتشف انها نالت أيضا مرتبة خاصة في مكان اخر وهو قلبه، حيث وقع مراد في حب لميس رغم اعتراض والدته وتستمر احداث المسلسل في قالب رومانسي كوميدي.

## شخصيات المسلسل

### عائلة لميس
- توبا بويوكستون - لميس (البطلة)
- جوني كاراجاوغلو - سوزان (اخت لميس من والدها)
- نادر ساريباك - أحمد أو كوبرا (زوج سوزان ومدير أعمال لميس)
- حسن ساي - عامر (هو أخ لميس من والدها ولديه موهبة البيت بوكس)
- اونال سيلفر - برهان (عازف كمان ووالد لميس وسوزان وعامر)
- اوموت كورت - حيان (هو عازف ناي ويقع في حب لميس)
- أرزو جامزي - سامية (والدة لميس وكانت تعمل في بيت مراد)
- إفريم ألاسيا - ناريمان (جارة لميس في الحارة التي كانت تغير منها)
- هوليا دويار - الخالة نادرة (خالة سوزان ووالدة حيان التي تعيش مع لميس في نفس حارتها)
- أمين اونال - جعفر (جار لميس في الحارة وصديق كوبرا ويقع في حب ناريمان)

### عائلة مراد
- جانسيل ألشين - مراد (البطل)
- أنور سيلايك - رأفت (صديق مراد الذي يقع في حب لميس فيما بعد)
- عايدة اكسيل - نسرين هانم (والدة مراد)
- الهان شيشين - ادهم بيك (والد مراد)
- ياسمين كونكا - بهية (خادمة في بيت مراد)
- ديلشات شلبي - سيلين (حبيبة مراد القديمة التي انتحرت)، منال (شقيقة سيلين التوام التي وقعت في حب مراد)
- بيغوم كوتوك - شيرين (صديقة مراد المقربة والتي تساعده في أن توفق بينه وبين لميس)
- عائشة شيلا - نرمين (هي مطربة مشهورة وحبيبة رأفت التي كانت تريد ان تدرس عند مراد)

## روابط خارجية
- بائعة الورد على موقع IMDb (الإنجليزية)
- بائعة الورد على موقع كينوبويسك (الروسية)
- بائعة الورد على موقع قاعدة بيانات الفيلم (الإنجليزية)